# Desportivo de Cova Figueira
Maillots
Le Desportivo de Cova Figueira Clube Futebol (en Créole cap-verdien : Disportibu) est un club cap-verdien de football basé à Cova Figueira en l'île du Fogo. 

## Palmarès
- Championnat de L'île de Fogo :
  - Vainqueur en 1997 et 2002

## Bilan saison par saison
- 1996-97: 1re (île)
- 1997-98: 2e (île)
- 1998-99: 2e (île)
- 1999-2000: 5e (île)
- 2000-01: 3e (île)
- 2001-02: 1re (île)
- 2002-03: 3e (île)
- 2003-04: 2e (île)
- 2004-05: 5e (île)
- 2005-06: 2e (île)
- 2006-07: 2e (île)
- 2007-08: 4e (île)
- 2008-09: 8e (île)
- 2009-10: 4e (île - deuxième division)
- 2010-11: 1re (île - deuxième division - vainqueur)
- 2011-12: 2e (île)
- 2013-14: 4e (île)
- 2014-15: Deuxième division

## Anciens joueurs
| années 1990 - Euclides Monteiro Fontes - Ciciliu - Eurico Fernandes - Fernando Feranades - Orlando Fernandes - Pinto - Christiany - Fausto - Nhonho de Juaquina - Dranha - Carlos Alberto - Sheu - Tadeu - Felipe | années 2000 - Joao Felipe - Nene - Lio' - Nene de Kintinu - Dranha de Lapinha - Juviano - Luciano - Manni - Manuel - Klaudio - Papazinho - Moku - Linkinho - Virgiliu - Sebastiao - Salvador - Frankilinho - Cotton - Djedje - Gassy - Imanuel - Chale - Nene de Olimpia - Kinzitu - Jair - Ze Maria - Miguel |

## Joueurs de l'année
| An   | Vainqueur |
| ---- | --------- |
| 1996 | Ciciliu   |
| 1997 | Sheu      |
| 1998 | Sheu      |
| 1999 | Tadeu     |
| 2000 | Euclides  |
| 2001 | Juviano   |
| 2002 | Lio'      |
| 2003 | Orlando   |
| 2004 | Moku      |
| 2005 | Juviano   |
| 2006 | Juviano   |
| 2007 | Nene      |
| 2008 | Frankilin |
| 2009 | Klaudio   |
| 2010 | Nene      |
| 2011 | Nene      |
| 2012 | Frankilin |

## Présidents
- Manuel Andrade
- Aquileu Goncalves (en 2013)
- Joao Fontes
- Eurico Fernandes Fontes
- Fernando Fernandes Fontes (en 2011, en 2014)
- Joao Pires
- Xavi Hernandezz Cabral
- Juan Lapporda

## Entraîneurs
- Almara (en 2010)
- João Pedro Miranda (en 2013)
- João Pedro da Veiga (en 2015)